# Hannah van Lunteren
 (octobre 2018).
Si vous disposez d'ouvrages ou d'articles de référence ou si vous connaissez des sites web de qualité traitant du thème abordé ici, merci de compléter l'article en donnant les références utiles à sa vérifiabilité et en les liant à la section « Notes et références ».
Hannah van Lunteren, née en 1980 à La Haye, est une actrice néerlandaise.

## Filmographie

### Cinéma et téléfilms
- 1993 : Oppassen!!! (nl) : Annelijn
- 1996 : Another Mother (nl) de Paula van der Oest : Vanessa[2]
- 2005 : Guernesey : La petite amie de Sebastiaan
- 2006 : Oswald's Traces : La femme de Volkert
- 2008 : Keyzer & De Boer Advocaten : Marloes Vis
- 2009 : Juliana (nl) : Martine Roëll
- 2010 : Lang en gelukkig (nl) : Cendrillon
- 2010 : Luwte : Emma
- 2010 : Richting west : Angela
- 2010 : Boijmans TV : Mandy
- 2013 : Penoza (nl) : La psychiatre
- 2013 : Levenslied (nl) : Le coach de carrière
- 2014 : Ramses (nl) : L’intervieweuse
- 2014 : Divorce (nl) : Elleke
- 2014 : On the Verge : Liz
- 2015 : Isabelle et le Secret de d'Artagnan de Dennis Bots : Louise[3]
- 2015 : Dames 4 (nl) : Wyne
- 2016 : Mosaic de Guido van Driel[4]
- 2016 : Seven things I learned about time travel de Jonathan Herzberg[5]
- 2017 : Suspects (nl) : Liska Vermeulen
- 2017 : In Blue (en) : Judith
- 2017 : Van God Los (nl) : La juriste
- 2018 : Lost & Found : La femme numéro 1
- 2018 : Doris : Maja
- 2018 : Klem (nl) : La procureur de la république
- 2018 : All You Need Is Love (nl) : Marie-Claire
- 2018 : Ik Weet Wie Je Bent (nl) : Marta de Hert
- 2019 : Women of the Night : Tamara de Winter